# Samuel Thomas von Sömmerring
Samuel Thomas von Sömmerring,  född 28 januari 1755 i Thorn, död 2 mars 1830 i Frankfurt am Main, var en tysk anatom och fysiolog.
Sömmering blev 1778 medicine doktor i Göttingen, 1779 professor i anatomi i Kassel, 1784 i Mainz och 1804 i München där han tog avsked 1820. Sömmering gjorde viktiga undersökningar om bland annat nervsystemet, embryot och lungornas byggnad. Också inlade han stor förtjänst om införandet av vaccinationen i Tyskland. Därjämte konstruerade han en elektrisk telegraf, vid vilken tecknen åstadkommas genom elektrolytisk sönderdelning av vatten. Han invaldes 1823 som utländsk ledamot nummer 249 av Kungliga Vetenskapsakademien. År 1897 restes en minnesvård över honom i Frankfurt am Main.